# Lijst van beelden in Lopik
Dit is een (onvolledige) chronologische lijst van beelden in Lopik. Onder een beeld wordt hier verstaan elk driedimensionaal kunstwerk in de openbare ruimte van de Nederlandse gemeente Lopik, waarbij beeld wordt gebruikt als verzamelbegrip voor sculpturen, standbeelden, installaties, gedenktekens en overige beeldhouwwerken.
| Geplaatst | Omschrijving                  | Kunstenaar                           | Straat                               | Plaats       | Materiaal      | Afbeelding |
| --------- | ----------------------------- | ------------------------------------ | ------------------------------------ | ------------ | -------------- | ---------- |
| 1945      | Drama van Benschop            | Jo Uiterwaal en Sybold van Ravesteyn | Benedeneind ZZ (bij nr. 361)         | Benschop     |                |            |
|           | Utrechtse boerin              |                                      | bij het voormalige raadhuis          | Benschop     |                |            |
| 1979      | De Benschopse Beer            | Ineke van Dijk                       | Oranje Nassaustraat                  | Benschop     |                |            |
|           | Spelende kinderen             | De Porceleyne Fles/GM                | Oranje Nassaustraat 31               | Benschop     |                |            |
| 1985      | Monument Halifax-Bommenwerper | Jan van Ipenburg                     | Lekdijk Oost                         | Jaarsveld    | roestvrijstaal |            |
|           | Toegangshek met leeuwtjes     |                                      | Cabauwsekade 89                      | Lopik        |                |            |
| 1948      | Oorlogsmonument               | Hank Hans                            | Dorpsstraat 3-5                      | Lopik        |                |            |
| 1965      | Jonge Vogel                   | Mieke Coppens-Frehe                  | Rembrandtlaan                        | Lopik        |                |            |
| 1965      | Bijeenkomst                   | Jan van Halderen                     | Burg. Schumanlaan 7                  | Lopik        |                |            |
| 1968      | De Vlinder                    | Jan van Ipenburg                     | Europasingel (park bij gemeentehuis) | Lopik        |                |            |
| 1980      | Eend met eieren               | Jan van Ipenburg                     | Zuiderpark                           | Lopik        |                |            |
| 1984      | Meisje met hond               | Marijke Ravenswaaij-Deege            | Raadhuisplein                        | Lopik        |                |            |
| 2000      | De Zwaan                      | Marian van Steenoven                 | Europasingel / Zamenhoflaan          | Lopik        |                |            |
| 1954      | Het Bietenboertje             | Hank Hans                            | Biezendijk                           | Lopikerkapel |                |            |